# Bolborhombus sallaei
Bolborhombus sallaei är en skalbaggsart som beskrevs av Bates 1887. Bolborhombus sallaei ingår i släktet Bolborhombus och familjen Bolboceratidae. Utöver nominatformen finns också underarten B. s. magnus.